# キンスキー宮殿 (プラハ)
キンスキー宮殿（キンスキーきゅうでん、Kinský Palace; チェコ語: Palác Kinských; ドイツ語: Palais Goltz-Kinsky）は、チェコ共和国プラハにある美術館で、かつては宮殿であった。プラハ歴史地区の旧市街広場にある。名称はかつての所有者である貴族のキンスキー家（チェコ語: Kinský）に因んでいる。

## 初期の歴史
宮殿は元々ゴルツ家のために、1755年から1765年にかけて建築された。そのために、ゴルツ・キンスキー宮殿 (Palác Golz-Kinských) とも呼ばれている。
建物はキリアン・イグナツ・ディーンツェンホーファーの設計で、ロココ建築である。外装は化粧しっくいで、ピンクと白に塗られている。イグナツ・フランツ・プラッツァーの古典的要素の彫刻が外部に置かれている。1768年にキンスキー家がゴルツ家から建物を購入した。 
後にオーストリアおよびチェコのノーベル平和賞受賞者であるベルタ・フォン・ズットナー（旧姓キンスキー・フォン・ウヒニッツ・ウント・テッタウ伯爵令嬢）は、1843年にこの建物で生まれた。 
フランツ・カフカの父、ヘルマン・カフカは小間物商だった。彼はこの宮殿の1階に店を出していた。フランツ・カフカは1893年から1901年まで、宮殿のギムナジウムに通った。戦間期には宮殿にポーランド第二共和国の公使館が置かれた（1922年～1934年）。

## その後の歴史
宮殿は1948年、クレメント・ゴットワルトがバルコニーから聴衆に演説するのに使われた。これは1948年のチェコスロバキア政変の最終局面で起こった。
1949年から、宮殿はプラハ国立美術館の管理となり、建物は現在美術館として使われている。
1992年から、建物はチェコの文化財として保護されている。